# طلوع صبح
طلوعِ صبح (به انگلیسی: Morningrise) نام دُومین آلبومِ گروه متالِ سوئدی،اُپث، است. این آلبوم توسط کندل‌لایت رکوردز در ۲۴ ژوئن ۱۹۹۶ در اروپا عرضه شد، در ۲۴ ژوئن ۱۹۹۷ نیز در ایالات متحده به  وسیلهٔ سنچری بلک منتشر  شد. آلبوم مابین مارس و آوریل در استودیوی یونی‌ساند، واقع در اوربرو، فصل‌های ضبط را گذراند. این آلبوم آخرین آلبومِ اپث است که دن سوانو در تهیه‌کنندگی آن سهیم است؛ همچنین آخرین همکاری گروه به همراه درام‌زنش آندرش نوردین وبیس‌زنش یوهان دفارفلا است.
همانند آلبوم قبلِ گروه، اُرکیده، این آلبوم نیز صدایی تأثیرگرفته از سبک‌هایی  مانندِ فولک،پراگرسیو راک،بلک متال و دث متال دارد، اما خوانندگی در آن بیشتر از آلبومِ قبل است.
ترانهٔ «The Night and the Silent Water» در ارتباط با پدربزرگِ  گیتارنواز و خوانندهٔ گروه،مایکل آکرفلدت، است که مدتی  کوتاه قبل  از  ضبط آلبوم مرده بود. آهنگِ «Black Rose Immortal» با زمانِ بالای ۲۰ دقیقه طولانی‌ترین آهنگ اپث تا امروز را رقم زده است.
آلبوم پس از انتشار بازخوردهای خیلی خوبی دریافت کرد و برخی آن را حماسی و برخی دیگر آن را بی‌نقص وعالی خواندند.

## فهرست آهنگ‌ها
1. Advent
2. The Night and the Silent Water
3. Nectar
4. Black Rose Immortal
5. To Bid You Farewell

## دست‌اندرکاران
- مایکل آکرفلدت - خواننده، گیتار
- پیتر لیندگرن - گیتار
- آندرش نوردین - درام،ساز کوبه‌ای
- یوهان دفارفلا - گیتار بیس